# Adrienne Bolland
Pour les articles homonymes, voir Bolland (homonymie) et Boland (homonymie).
Adrienne Bolland, née le 25 novembre 1895 à Arcueil et morte le 18 mars 1975 à Paris, est une aviatrice et résistante française, célèbre pour avoir été la première femme à effectuer la traversée par avion de la cordillère des Andes.

## Biographie

### Enfance
Adrienne Armande Pauline Bolland naît le 25 novembre 1895 à Arcueil. Elle est la dernière fille de l'écrivain belge Henri Boland (Bolland, à l'état-civil, Boland est son nom de plume), également publiciste, c'est-à-dire journaliste spécialisé en droit. Propriétaire d'une prestigieuse demeure à Donnery, il avait épousé en 1882 Marie Joséphine Pasques, deuxième fille d'une famille de huit enfants, dont les ancêtres sont également belges. Les Pasques, grands propriétaires terriens et châtelains, vivent au château d’Allonnes depuis 1814, près de Donnery. À la suite d'une affaire politico-financière en 1883,, qui conduit un temps Henri Boland en prison, il choisit l'exil et s'enfuit avec sa femme et leur première fille sur l'île de Guernesey. Là, Henri se découvre la passion de la géographie et de l'exploration, il écrit Les Îles de la Manche (1893), qui le font remarquer par Paul Joanne, célèbre éditeur français des premiers guides de voyages. Or le tourisme est alors naissant. Le couple était revenu en France depuis 1889. Deux autres enfants étaient nés à Guernesey, dont Benoît, le seul garçon de la fratrie. Benoît Boland, qui adoptera le nom de plume paternel, fera plus tard partie de l'équipage du Pourquoi Pas ? 2, commandé par Jean-Baptiste Charcot, lors de l'expédition de 1908-1910.
Adrienne Bolland est donc la dernière des sept enfants du couple. Douze jours après sa naissance son frère aîné, Édouard, décède chez sa nourrice à Donnery. Elle naît le même jour que son père, le 25 novembre, ce qui vaudra à cette petite dernière de tisser un lien particulier avec son père toujours absent, puisqu'il écrit depuis 1893 pour les Guides Joanne. Adrienne porte d'ailleurs le prénom de l'épouse de son parrain, qui n'était autre que Paul Joanne.
La famille vit donc à Arcueil-Cachan, où Adrienne est née. Henri Boland travaille alors pour le Touring Club et pour le Club Alpin (dont il fut le 2e président d'honneur), et pour les Guides Joanne, publiés par Hachette. Lorsqu'il meurt d'un AVC fulgurant à la sortie d'une réunion du Touring Club, le 19 octobre 1909, sa veuve se trouve dans une situation financière plus que délicate. Les assureurs l'ont outrageusement spoliée et sa dernière fille, refusant d'être à la charge de sa mère, et bien décidée à ne pas se marier, choisit après avoir perdu tout son argent aux courses de chevaux de devenir pilote d'avion. Elle a l'appui de son frère, Benoît, qui fut un des premiers à installer des radios dans les engins de la base de Bizerte où il fut envoyé pendant la Première Guerre mondiale. Benoît va l'aider à financer son apprentissage de deux mois à l'école de pilotage Caudron, située au Crotoy. Le lendemain du mariage de sa sœur Dieudonnée (avec son beau-frère, veuf d'une autre de ses sœurs), et après avoir signé le livre des témoins, elle prend le train à la gare du Nord en direction de la Picardie.

### Débuts comme pilote
Adrienne Bolland obtient son brevet de pilotage le 26 janvier 1920 après une formation débutée le lundi 18 novembre 1919 à l'école de pilotage Caudron située au Crotoy (baie de Somme), en Picardie. Elle devient la première jeune fille française à avoir obtenu son brevet après la Première Guerre mondiale et fait la une des journaux de l'époque. Elle obtient le brevet de pilote no 17569 le 6 février 1920 ; elle est la quinzième femme française brevetée par l'Aéroclub de France. Elle devient en mars 1920 la première femme pilote engagée comme convoyeur d'avions par René Caudron, et ce, pour trois ans. En avril, elle est la première femme au monde à réussir un looping, un exploit qu'elle enrichira[pas clair] des années plus tard.
Le 25 août 1920, elle est la première femme pilote à traverser en solitaire la Manche depuis la France en avion — Harriet Quimby l'avait traversée, quant à elle, depuis l'Angleterre en 1912.
Au grand rassemblement aérien de Buc des 8, 9 et 10 octobre 1920, elle est la seule femme à piloter (Mlle Farman étant encore trop jeune pour avoir reçu son brevet), aux côtés des as Fonck, Nungesser, Romanet, Casale, Bossoutrot, Maïcon, etc. Elle entend parler des « macchabées de la cordillère des Andes » et supplie Caudron de l'envoyer là-bas, « juste pour voir ». À son grand étonnement, René Caudron accepte. Elle voit en ce raid sa seule façon de devenir riche et célèbre en peu de temps.
Ses avions sont régulièrement sabotés par des personnes qui lui reprochent son fort caractère.

### Survol de la cordillère des Andes

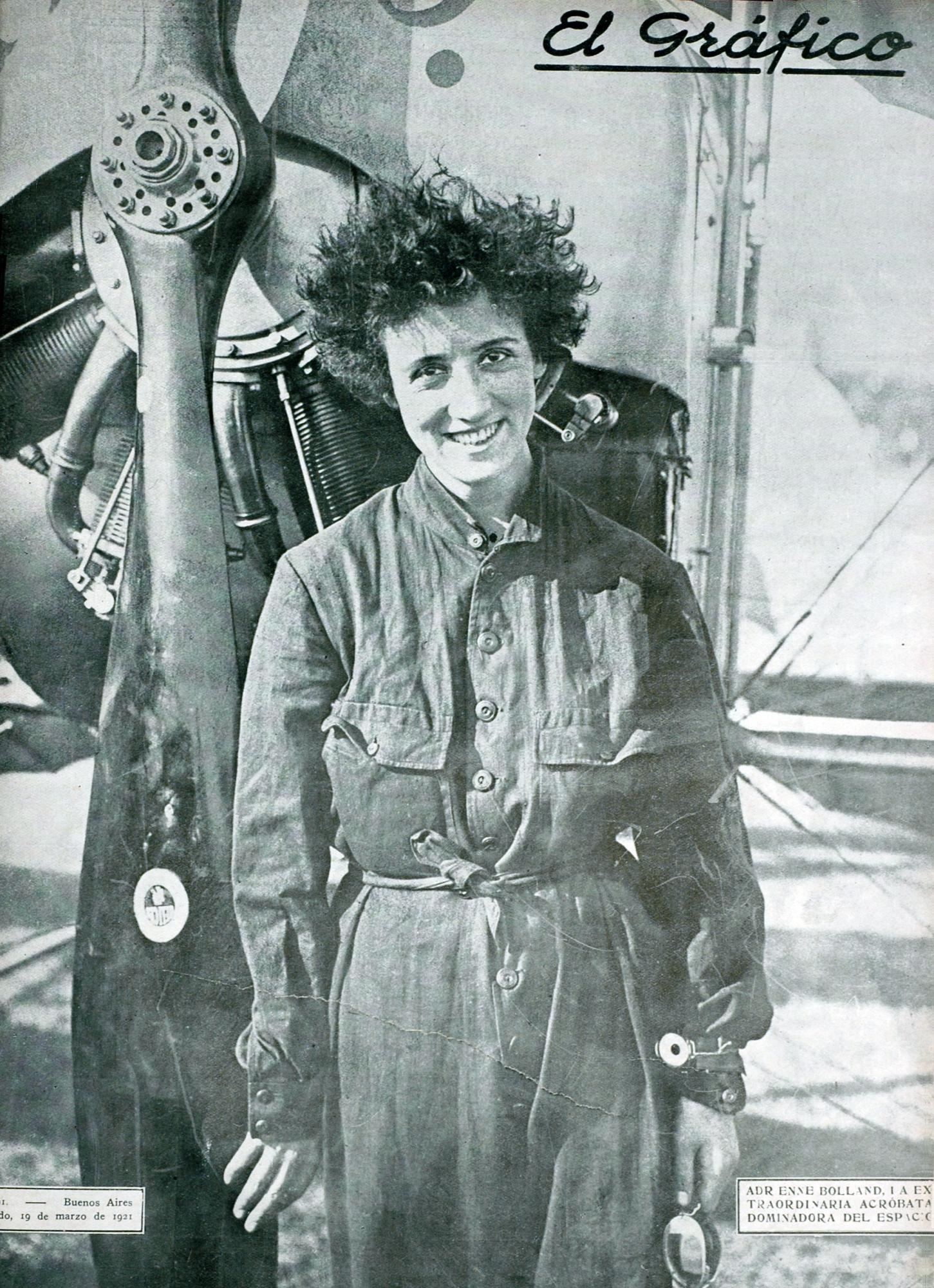
Adrienne Bolland faisant la couverture du magazine argentin El Gráfico le 19 mars 1921.

Arrivée à Buenos Aires le 22 décembre 1920, avec deux monomoteurs Caudron G.3 démontés dans des caisses et le mécanicien René Duperrier de la firme Caudron à ses côtés, elle débute la propagande commerciale demandée par l'avionneur. Mais dès son installation à l'hôtel Le Majestic (es), la presse argentine révèle le défi que l'aviatrice s'est imposé : être la première femme au monde à passer la cordillère des Andes. Caudron refuse de lui envoyer un avion plus puissant en apprenant la nouvelle.
Humiliée, elle veut montrer aux pilotes présents que son Caudron G.3 n'est pas « une guimauve », et elle bat le record mondial féminin d'altitude le 26 février 1921, avec 4 850 mètres, puis offre des exhibitions de voltige à la population argentine. Son visage fait la une des journaux, les habitants l'adorent. Le 20 mars, elle rejoint la ville de Mendoza, où la population l'attend avec impatience. Grâce à cette jeune Française audacieuse, les soutiens financiers viendront, qui permettront de reconstruire la ville, gravement frappée par un violent séisme le 17 décembre 1920 (qui fit 1 500 morts).
En descendant du Transandin, un train qui faisait le trajet Buenos Aires/Valparaiso en traversant sous la cordillère, le mercredi 23 mars, elle sait qu'elle n'a jamais survolé de montagne, qu'elle ne connaît pas la route aérienne qui mène à Santiago, et elle apprend que son mécanicien a oublié de changer la magnéto d'allumage du G.3 qu'ils ont emporté avec eux. En attendant la nouvelle magnéto, elle fait deux essais, qui vont lui montrer que sa mort est inévitable : la cordillère est « un tapis de fakir », un labyrinthe inextricable battu par des vents rabattants mortels. Mais le 1er avril, elle décolle pour un troisième essai.
La route qu'elle a choisie était la plus directe, mais aussi la plus dangereuse, puisque traversant la vallée la plus venteuse et approchant des plus hauts sommets. Sa route la fait passer à proximité de l'Aconcagua, qui culmine à 6 962 mètres d'altitude. Ses prédécesseurs, uniquement des hommes, des militaires, dotés d'avions de 300 à 600 cv, étaient tous passés par le sud, là où la montagne atteint seulement 3 500 mètres.
Avant de sortir de l’hôtel ce mercredi 1er avril pour rejoindre le terrain de Los Tamarindos, « l'Hirondelle » — surnom donné par les Bonairiens qui comparaient sa chevelure à un nid de Golondrinas — savait qu'elle partirait légèrement vêtue — Duperrier avait doublé son réservoir au cas où elle se perdrait, elle avait donc neuf heures d'essence au lieu de quatre et demi. Elle monta dans l'avion avec seulement sa combinaison de coton, mais dessous, elle avait passé un pull en laine, son pyjama en soie, et s'était enduite le corps de graisse avant de plaquer des feuilles de papier-journal sur son torse. Pour se défendre contre d'éventuelles attaques de condor, réputés pour fondre sur les avions qui pénétraient leur territoire de chasse, elle avait emporté un poignard, et un révolver, qui devait lui servir à mettre le feu à son avion, donc à signaler sa présence en cas d'atterrissage involontaire. La jeune pilote ignorait qu'elle serait suivie par tous les postes du télégraphe qui longent la voie ferrée, car sa route est également celle du chemin de fer de l'époque.
Après s'être perdue, après avoir fait trois surplaces de 20 minutes chacun à cause des vents de face, après un vol de 4 h 15 à une moyenne de 50 kilomètres à l'heure, et après avoir suivi son intuition — qui fut d'écouter les conseils d'une femme envoyée par un habitant des Andes un mois avant son départ pour Mendoza — choix qui la rend célèbre et qu'elle ne révèle qu'en 1946 à la presse, par peur du discrédit, elle se pose sur la piste de Lo Espejo, l'école militaire d'aviation de Santiago du Chili, aujourd'hui El Bosque,.
Elle est ainsi la première femme à traverser la cordillère des Andes.
Le Chili l'accueille en héroïne. Seul absent, l'ambassadeur de France à Santiago, à qui la presse locale faisait la mauvaise blague de ce passage depuis trois semaines. Il crut effectivement à un poisson d'avril, oubliant qu'au Chili, cette date marque la fête des Saints-Innocents.
Elle revient à Buenos Aires et entame une tournée de trois mois en Argentine et en Uruguay.

### Acrobaties aériennes
Elle revient ensuite brièvement en France en juillet 1921 puis repart au Brésil en vue de créer une école de pilotage pour les femmes et pour réaliser d'autres raids aériens. C'est au Brésil qu'elle vit ses pires échecs et ses accidents les plus traumatisants, dont un naufrage sur une plage déserte. À son retour en France, Caudron met fin à leur contrat et l'autre vie d'Adrienne Bolland débute. Elle doit se battre seule pour vivre de son métier.
Après deux années au Brésil, elle se rend sur la côte d'Azur, à Nice, pour aider son ami Auguste Maïcon à promouvoir son « industrie aérienne ». Celui-ci a créé une compagnie aérienne à son nom, et s'engage dans le réaménagement de l'aérodrome de La Californie, qui deviendra plus tard l'aéroport de Nice-Côte d'Azur. Là, elle rencontre Ernest Vinchon, riche fils d'une des meilleures familles roubaisiennes ayant fait fortune dans l'industrie du fil, pilote et parachutiste, médaillé de la Légion d'honneur pour bravoure dans l'infanterie pendant la Première Guerre mondiale. Ernest est marié. Ils vivront dès lors un amour caché.
Le 27 mai 1924 à Orly, elle bat le record féminin de looping en réalisant 212 boucles en 72 minutes (son objectif était de battre les 962 loopings du record masculin établi en 1920 par son ami Alfred Fronval, mais les fils des bougies de son Caudron C.27 F-AGAP lâchèrent).
Avec Maurice Finat et le lieutenant Robin — fondateurs de l'Escadrille Mamet —, elle devient la pilote voltigeuse la plus célèbre des meetings en Europe, la plus active et la plus populaire de France, et la seule femme « propagandiste » de l'air pour le ministère des Transports Aériens. Dans une France rurale et ignorante de ce qu'est un avion, l'Escadrille enchaîne les déceptions et les mésaventures terribles, qu'Adrienne Bolland racontera plus tard avec une verve et un humour féroce.
Pendant cette période intense, elle aide Maryse Hilsz à devenir pilote, elle voit arriver Maryse Bastié de Bordeaux et lui fait rencontrer Caudron, elle est marraine de baptême de l'air d'Hélène Boucher, elle permet à Mont-de-Marsan de se munir d'un aérodrome et d'avions permettant de protéger la jeune forêt de pins des Landes. Henri Farbos et Léon Bouyssou font partie des intimes du couple que Bolland/Vinchon forme désormais aux yeux du monde.
En 1930, six années après leur rencontre, le divorce d'Ernest est prononcé, et il épouse la plus célèbre aviatrice acrobate de l'air du monde, à la mairie de Clichy. Leur arbre généalogique révèle qu'ils étaient cousins au 7e degré et descendaient tous deux de Pépin le Bref.

### Engagements
En 1934, Louise Faure Favier, son amie depuis 1920, lui fait rencontrer Louise Weiss. Celle-ci demande à l'aviatrice de promouvoir la cause du vote des femmes. Maryse Bastié et Hélène Boucher s'engagent brièvement dans ce combat, mais leurs constructeurs et sponsors voient d'un mauvais œil cet engagement politique de leurs protégées alors que les grèves des ouvrières débutent dans les usines d'aviation partout en France. L'aventure féministe stoppera net.
Opposée à tous les totalitarismes, prônant l'humanisme vrai, amie des mécaniciens, de peintres comme Moïse Kisling, d'auteurs tels Pierre Dac et Boris Vian, et complice de la première chroniqueuse de l'air, Louise Faure-Favier, tout autant que de Liane de Pougy, ancienne courtisane et maîtresse de toutes les têtes couronnées des années 1900, elle devient l'ardent soutien du nouveau ministre de l'Air, le jeune Pierre Cot. Jean Moulin, responsable des raids aériens du ministère, est également un proche du couple Bolland-Vinchon, tout comme Joseph Sadi-Lecointe, ardent défenseur de l'aviation populaire. L'aviatrice mobilise ses forces pour aider au recrutement des pilotes de l'escadrille España dirigée par André Malraux, à partir de 1936. Ses choix et ses positions politiques ouvertement à gauche lui valent de voir tous ses avions sabotés. Le but des saboteurs est de faire s'envoler la prime d'assurance des avions du couple, et de les empêcher de voler. Elle connaîtra sept accidents qui auraient pu être mortels.

### Résistance
En 1940, elle décide avec son mari de rester à la frontière entre la zone libre et la zone occupée par les Allemands, à Donnery, un point qui se révèle stratégique. Tous deux rejoignent le réseau CND-Castille du Loiret. Ernest Vinchon est agent P1 à Paris, Adrienne Bolland agent P2 à Donnery. Elle devient opératrice radio, chargée du repérage des terrains susceptibles de servir aux atterrissages et parachutages clandestins de la Résistance.

### Dernières années
L'après-guerre la verra se battre encore pour obtenir la retraite des anciens combattants, civils. Vinchon, son mari, sortait de la prison de Fresnes, où il avait été incarcéré à la fin de l'Occupation, avec une pleurésie qui le laisse très affaibli.
En 1961, Air France fête les 40 ans du survol historique de la cordillère des Andes en offrant le voyage au couple Bolland-Vinchon. Elle devient l'ambassadrice officielle de la compagnie, qui lui permet de voyager et de passer le virus du pilotage aux jeunes.
En 1971, Air France fête la première traversée d'un vol direct Paris-Santiago du Chili, et le cinquantenaire de son passage des Andes est l'évènement de l'année pour la presse sud-américaine. Adrienne est accompagnée de 30 personnes. Leur tournée les mène de Rio à Santiago en passant par São Paulo, Montevideo, Buenos Aires et Mendoza.
Adrienne Bolland meurt le 18 mars 1975 dans le 16e arrondissement de Paris. Elle est enterrée aux côtés de son époux (mort en 1966) au cimetière de Donnery, dans le Loiret, berceau de sa famille. Son frère, ses proches encore vivants et quelques membres d'honneur des Vieilles Tiges sont présents à ses obsèques.
Elle est la seule gloire des « ailes françaises » à ne pas avoir de monument à son nom en France ou à l'étranger. Néanmoins, on trouve une fresque à Arcueil depuis septembre 2019.
En 2018, une partie des archives familiales est versée aux archives départementales du Loiret après une conférence donnée par l'historienne et spécialiste d'Adrienne Bolland, Coline Béry.

## Reconnaissance

### Distinctions
- Officière de la Légion d'honneur (1947 ; chevalier en 1924)[26],[27],[28]
- Médaille de la Résistance française (décret du 31 mars 1947)[29]
- Médaille du Mérite du Chili (après décret spécialement voté pour elle en 1921)
- Grande médaille de l'Aéro-Club de France (1967)
- Médaillée d'or de l'Aéro Club de Buenos Aires
- Vice-présidente de l’Association nationale des Résistants de l’Air
- Présidente d’honneur de l’Aéro-club de France
- Reine des vendanges de la province de Mendoza (Argentine), ville dont le gouverneur lui offre les clefs en 1971

### Postérité
De nombreux lieux portent le nom d'Adrienne Bolland, dont :
- Un lycée professionnel à Poissy (Yvelines).
- Une résidence universitaire à Buc (Yvelines).
- Le groupe scolaire de Donnery (Loiret).
- Un collège à Bessières (Haute-Garonne).
- Un collège franco-argentin de Martínez, à Buenos Aires (Argentine)[30].
- Une école maternelle publique au sud du Mans[31].
- Une station du tramway T3b à Paris.
- Une place à Strasbourg.
- Des allées à Bourges, Fosses, Limoges, Mions, Tarbes[32], Tinqueux et Noyal-Châtillon-sur-Seiche.
- 34 rues dans le monde portent son nom : à Santiago du Chili, Albi, Andrézieux-Bouthéon, Aulnat (devant l'aéroport de Clermont-Ferrand Auvergne), Bassens, Le Cendre, Le Haillan, Donnery, La Ferté-Alais, Maubeuge, Mérignac, Meyzieu, Montauban, Narbonne, Orly, au Plessis-Pâté, à Paray-Vieille-Poste (dans l'enceinte de l'aéroport de Paris-Orly), Perpignan, Poissy, Saint-Jean-de-Braye, Saint-Médard-en-Jalles, Saran, Saint-Sébastien-sur-Loire, La Teste-de-Buch, Toulouse, La Ville-aux-Dames et Voisins-le-Bretonneux, ainsi qu'à Charleroi (Belgique).
- Des impasses à Niort et Saint-Herblain.
- Le multi-accueil ouvert en janvier 2013 à Avrillé[33], 6 boulevard Adrienne-Bolland[34], dans le quartier construit à la place de l'ancien aérodrome d'Angers-Avrillé[35].

Elle a été honorée d'un timbre-poste français à son effigie, émis en octobre 2005, et en Amérique du Sud, de deux sceaux commémoratifs des postes argentine et chilienne.

### Filmographie
- Adrienne Bolland, les victoires de l'audace. Film de Coline Béry réalisé en 2022. Durée 59:58. Format DCP disponible pour les cinémas. Le film possède également des versions sous-titrées en anglais ou en espagnol. Bande annonce et trois extraits sont disponibles sur Youtube[38].

### Émissions de radio
- « La traversée de la Cordillère des Andes par Adrienne Bolland », sur France Inter, 7 septembre 2022 (consulté le 23 septembre 2022)
- « Adrienne Bolland, la rebelle des Andes », Autant en emporte l'histoire, France Inter, 28 mars 2021.
- Radioscopie Adrienne Bolland Radioscopie, France Inter, 19 avril 1972.

### Articles de journaux
- James de Coquet, « Le retour d'un Oiseau de France. À la rencontre de Mlle Bolland », Le Figaro,‎ 25 juillet 1921 (lire en ligne).
- Louise Faure-Favier, « L'exploit d'Adrienne Bolland », Le Monde illustré,‎ 25 juillet 1921, p. 612 (lire en ligne).
- Denis Guibert, « Histoire vraie », Le Monde,‎ 7 avril 2001 (lire en ligne).
- Pierre Jullien, « Poste aérienne : Adrienne Bolland », Le Monde,‎ 14 octobre 2005 (lire en ligne).